# Menelik I.
Menelik I. (izvorno zvan Ebna la-Hakim, arapski: Ibn Al-Hakim, Sin mudraca), prvi judaistički car, za njega etiopska predaja kaže da je bio sin izraelskog kralja Salomona i etiopske kraljice Makede, - poznatije kao Kraljica od Sabe. 
Vladao je Etiopijom oko 950. prije Krista. Po predanju on je donio Kovčeg Saveza u Etiopiju, nakon što je u dobi od 22 godine otišao u Jeruzalem posjetiti svog oca.
Prema etiopskoj svetoj knjizi Kebra Nagast, kralj Salomon mu je kao pratnju dao po jednog sina od svakog svog velikaša i po jednog sina glavara svih hramova iz Izraela. Menelik je nehotice sa sobom ponio i Kovčeg Saveza, svetu relikviju kralja Salomona. Po povratku u domovinu, njegova mati kraljica Makeda, prepušta mu tron. Menelik je uzeo carski naslov nəgusä nägäst (Kralj kraljeva) Etiopije. Po etiopskoj legendi, on je bio osnivač Salomonske dinastije, koja je vladala Etiopijom uz kraće prekide blizu tri tisuće godina, sve do posljednjeg 225 nasljednika Haile Selasija koji je srušen s carskog trona 1974.
Međutim za ranog srednjeg vijeka vladari iz salamonske dinastije nisu došli na vlast sve do 1270., tad su se ponovno uspeli na vlast tvrdivši da potječu od kraljevske loze Aksum, svrgnuvši s trona Dinastiju Zagaj, za koju su rekli da nema pravo na carski tron jer ne potječu od Kuće Izraelove (kao Salomon i Menelik).  
Tvrdnje o povezanosti kraljevske loze Aksuma sa Salomonskom dinastijom su vrlo nejasne i mutne. Jer tadašnji rijetki povijesni zapisi govore o kralju Aksumu kao o sinu nepobjedivog boga Mahrema (on bi bio pandan grčkom Aresu). 
Ovo potvrđuje najranije povijesne izvore iz Etiopije po kojima je polovica tadašnjih stanovnika prihvatila Mojsijeve zakone, dok je druga polovica i nadalje štovala svoje paganske bogove.

## Pogledajte i ovo
- Haile Selasije
- Kebra Nagast
- Menelik II. (1844. – 1913.)
- Etiopija